# Veronika
Veronika je žensko osebno ime.

## Izvor imena
Ime Veronika izhaja iz latinskega imena Veronica oziroma grščine. Grško obliko Βερονικη (Beroníkē) razlagajo iz grških besed φερω (férō) v pomenu »nesem« in νικη (nikē) v pomenu »zmaga«. Latinsko ime Veronica pa naj bi po mnenju raziskovalcev pomenilo, da ime opredeljuje žensko, ki je prebivala v mestu Verona.

## Različice imena
- različice imena: Nika, Roni, Ronja, Ronka, Verona, Veroni, Veronica, Veronka, Veruša
- narečna oblika imena: Feruna

## Tujejezične različice imena
- pri Italijanih: Veronica
- pri Poljakih: Weronika
- pri Rusih, Srbih: Вероника

## Pogostost imena
Po podatkih Statističnega urada Republike Slovenije je bilo na dan 31. decembra 2007 v Sloveniji število ženskih oseb z imenom Veronika: 5.001. Med vsemi ženskimi imeni pa je ime Veronika po pogostosti uporabe uvrščeno na 58. mesto.

## Osebni praznik
V koledarju je ime Veronika zapisano 13. januar (Veronika, redovnica iz okolice Milana, † 13. januar v 15. stoletju) in 9. julija (Veronika, opatinja, † 9. julija 1727).

## Zanimivosti
- Veronika naj bi po Pilatovem skrivnem, nepriznanem pismu (apokrifu) s prtom obrisla Jezusu na Kalvariji prepoten in krvav obraz.
- Znana Veronika iz slovenske književnosti je v drami Otona Župančiča Veronika Deseniška.